# Eastman Chemical
Eastman Chemical Company ist ein Chemieunternehmen aus den Vereinigten Staaten mit Sitz in Kingsport (Tennessee). Das Unternehmen ist in den Aktienindices S&P 500 und Fortune 500 gelistet. Im Unternehmen sind rund 15.000 Mitarbeiter (Stand: 2014) beschäftigt.

## Geschichte
George Eastman gründete 1920 die Tennessee Eastman Company. 1993 wurde Eastman Chemical von Eastman Kodak abgespalten.
Im Jahr 2011 wurde Sterling Chemicals, 2012 wurde Solutia und 2014 der Aminhersteller Taminco übernommen.

## Werke
Im deutschsprachigen Raum hat das Unternehmen Tochtergesellschaften oder Niederlassungen in Köln, Marl,  Leuna (Taminco Germany GmbH) und Großröhrsdorf (Southwall Europe GmbH).

### Europa
- Antwerpen
- Gent
- Kohtla-Järve
- Oulu
- Middelburg
- Newport (Wales)
- Marl

### USA
- Alvin (Texas)
- Anniston (Alabama)
- Axis (Alabama)
- Canoga Park, Kalifornien
- Cartersville (Georgia)
- Chestertown (Maryland)
- Chicago, Illinois
- Columbia (South Carolina)
- Franklin (Virginia)
- Jefferson Hills (Pennsylvania)
- Lemoyne (Alabama)
- Linden (New Jersey)
- Longview (Texas)
- Martinsville (Virginia)
- Monongahela, Pennsylvania
- Pace (Florida)
- Sauget, Illinois
- Springfield (Massachusetts)
- St. Gabriel (Louisiana)
- Sun Prairie, Wisconsin
- Trenton (Michigan)
- Watertown, New York

## Produkte
Additives & Functional Products
- Texanol
- Lösungsmittel
- Alterungsschutzmittel Santoflex
- unlöslicher Schwefel (Polymerschwefel) Crystex
- Amine

Adhesives & Plasticizers
- Erdölharze[9]
- Weichmacher
  - Eastman 168, Eastman DOP
  - Benzoflex, Eastman TXIB

Advanced Materials
- Copolyester Tritan
- Celluloseester
- Polyvinylbutyral Saflex

Fibers
- Celluloseacetat-Garne
- Triacetin
- Cellulosediacetat
- Essigsäure
- Essigsäureanhydrid

Specialty Fluids & Intermediates
- Oxoalkohole
- Essigsäurederivate
- Ethylen

- Wärmeträgeröle Therminol (Terphenyle) und Marlotherm
- Hydraulik- und Turbinenöl für die Luftfahrt